# Provas conforme O Livro
Provas conforme O Livro é um livro de provas matemáticas por Martin Aigner e Günter Matthias Ziegler. O livro contém 32 seções (44 na quinta edição), cada um dedicado a um teorema, mas muitas vezes contendo múltiplas provas e os resultados relacionados. Ele abrange uma ampla gama de campos matemáticos: a teoria dos números, geometria, análise combinatória e teoria dos grafos
.